# Лукинюк Тетяна Михайлівна
Тетя́на Миха́йлівна Лукиню́к (нар. 28 листопада 1976, в м. Київ) — українська маркетологиня, топ-менеджерка, директорка з розвитку продуктів на масовому ринку Київстар (з 2021).
Більш як 20 років працює у міжнародних компаніях, з них 11 років в маркетингу, співавторка книги «Як хотіти і отримати все... але це неточно». Входить до списків найвпливовіших жінок України за версією журналів «Forbes», «Новое Время».

## Життєпис
У 1999 закінчила Київський національний лінгвістичний університет, факультет англійської мови та літератури, у 2001 — Міжнародний інститут бізнесу, факультет економіки, спеціалізація маркетинг.
Кар'єру маркетолога починала в рекламних агентствах, потім працювала в маркетингу в компаніях Gallaher Plc (з 2004, бренд-менеджер)
і Coca-Cola Україна (з 2006, бренд-менеджер). У 2008 році стала директором з маркетингу компанії Оріфлейм в Україні, а потім відповідала за всі країни СНД і Балтії (крім Росії). У тому ж, 2008 році, навчалась у Chartered Institute of Marketing (CIM), Professional Diploma in Marketing, Level 6.
З 2011 року працювала директором з маркетингу, а згодом директором з брендів та комунікацій регіону Східна Європа пивоварної компанії «Сан ІнБев Україна» (пивний бренд №1 «Чернігівське», бренди «Рогань», Staropramen, Stella Artois, Bud та інші).
Потім перейшла в компанію Mars Україна на посаду національного менеджера з продажів (категорія шоколаду). У 2015 році стала генеральним директором в компанії Red Bull.
З 2021 в команді Київстар, де відповідає за розвиток продуктів на B2C ринку компанії (маркетинг, продажі, сервіс та роздріб).
Водночас займається освітньо-педагогічною, громадською і літературною діяльністю. З 2010 по 2017 викладала в Chartered Institute of Marketing. З 2017 року — adjunct professor у Київській школі економіки. 
З 2018 року — лектор програми EMBA в Міжнародному інституті бізнесу та Deloitte Academy. З 2021 року – веде курс на освітній платформі Laba «Стратегічний маркетинг».
Одружена, має двох доньок. Захоплюється читанням.

## Громадська і літературна діяльність
У 2017 році Тетяна заснувала книжковий клуб Kyiv Bookworms Club, фейсбук-спільнота складається з більш ніж 4,8 тисячі учасників. Сама читає приблизно 120 книжок на рік.
У 2021 році стала амбасадором книги «Покоління Z. Як бренди формують довіру», а також очолила Наглядову раду «Навчай для України / Teach For Ukraine». 
Того ж, 2021 року у співавторстві з Людмилою Колб написала книгу «Як хотіти й отримати все (але це неточно)».
У 2022 році стала менторкою «UNEW», першої спільноти в Україні, яка має на меті надати змогу жінкам здобувати нові практичні знання, застосовувати їх та реалізовувати власні цифрові ініціативи на рівні регіонів та цілої країни.

## Відзнаки
Тетяна Лукинюк увійшла до:
- топ 15 маркетинг-директорів за версією Marketing Media Review (2010);[31]
- топ-33 найвпливовіших жінок України за версією Forbes (2020);[32]
- топ-100 надихаючих блогерів України по версії MC Today (2020);[33]
- списку Self Made Women за версією Forbes Ukraine (2020).[34]